# Paul von Wiedebach und Nostitz-Jänkendorf

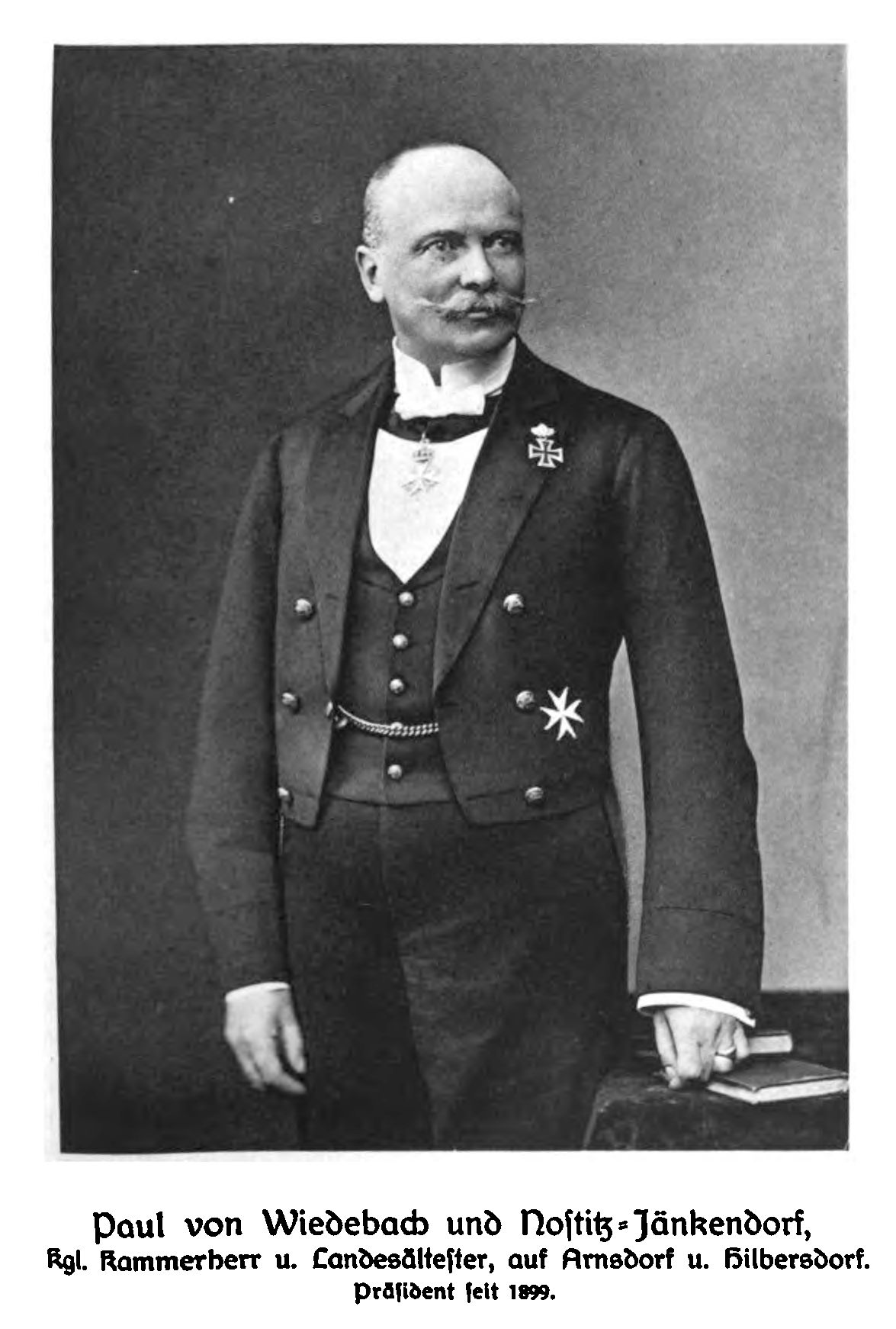
Paul von Wiedebach und Nostitz-Jänkendorf

Paul Friedrich von Wiedebach und Nostitz-Jänkendorf (* 21. September 1848 in Arnsdorf, Landkreis Görlitz; † 14. März 1923 ebenda) war Landeshauptmann des preußischen Markgraftums Oberlausitz und Politiker.

## Familie
Er entstammte dem alten Lausitzer Adelsgeschlecht von Wiedebach, das mit Bartoldus de Widebache im Jahr 1232 urkundlich erstmals erwähnt ist, und war der Sohn des Gutsbesitzers und Landesältesten Karl von Wiedebach und Nostitz-Jänkendorf (1810–1873) und der Anna Juliane Freiin von Ungern-Sternberg (1818–1900). Vater Karl erreichte am 6. August 1834 für sich und seine Nachkommen die Namen- und Wappenvereinigung mit „von Nostitz und Jänkendorf“.
Paul von Wiedebach war mit seinem jüngeren Bruder Kurt von Wiedebach (1851–1906), später königlich preußischer Major sowie Mitinhaber des Gutes in Beitzsch, Schüler der Ritterakademie Liegnitz.
Wiedebach heiratete am 25. Juli 1876 auf Gut Reichenbach (Oberlausitz) Hedwig von Seydewitz (* 5. Januar 1854 auf Gut Reichenbach; † 20. Januar 1928 auf Gut Arnsdorf), die Tochter des königlich preußischen Wirklichen Geheimrats und Oberpräsidenten Dr. h. c. Otto Theodor von Seydewitz, Herr auf Biesig, und der Hedwig von Kiesenwetter, Fideikommissherrin auf Gut Reichenbach. Paul und Hedwig hatten die Töchter Elisabeth, liiert mit Friedrich Freiherr Koenig von und zu Warthausen auf Sommershausen, und Marie, Gutsbesitzerin auf Bomsdorff und verheiratet mit Kurt von Kunow. Der Erbe Paulfriedrich von Wiedebach-Nostitz war Jurist, Kammerjunker, Oberleutnant und Rechtsritter des Johanniterordens. Er war dreimal verheiratet und hatte aus zweiter Ehe mit Asta von Löbbecke die Tochter Marie-Therese und den Sohn Jagow Paulfriedrich Johann Georg Waldemar von Wiedebach-Nostitz. 
Sein ältester Bruder war der Landeshauptmann Karl von Wiedebach und Nostitz-Jänkendorf (1844–1910). Paul von Wiedebach saß mit Ernst von Wiedebach und Curt von Wiedebach im Vorstand der Familienstiftung. Des Weiteren war er Amtsvorsteher im Heimatort Arnsdorf und mit vielen Honorationen, wie Landrat Prinz Reuss, dem Industriellen Graf Hans Ulrich von Schaffgotsch-Koppitz, Korvettenkapitän und Mitbegründer der Deutschen Dendrologische Gesellschaft Baron Ulrich Maximilian Le Tanneux von Saint-Paul-Illaire, Direktor Prof. Dr. Gustav Stoll-Proskau, Bankier Gotthardt von Wallenberg Pachaly und anderen Mitglied des Ehren-Komitees der Obstzüchter und des Deutschen Pomologen-Vereins.

## Leben
Wiedebach war Herr auf Arnsdorf und Hilbersdorf im Landkreis Görlitz im preußischen Teil der Oberlausitz. Er war zunächst einer der Landesältesten der Görlitzer Fürstentumslandschaft in Görlitz. Dann wurde Wiedebach Landeshauptmann des preußischen Markgraftums Oberlausitz, ab 1886 königlich preußischer Kammerherr und Zeremonienmeister, von 1911 bis 1918 Mitglied des Preußischen Herrenhauses sowie Rechtsritter des Johanniterordens.
Nach dem Tod seines Schwiegervaters und Präsidenten der Oberlausitzischen Gesellschaft der Wissenschaften, Otto von Seydewitz, wurde Paul von Wiedebach und Nostitz-Jänkendorf 1899 zum Präsidenten der Gesellschaft gewählt, der er bis zu seinem Tod im Jahr 1923 vorstand.